# Menidia
Menidia – rodzaj ryb z rodziny Atherinopsidae.

## Klasyfikacja
Gatunki zaliczane do tego rodzaju:
- Menidia audens
- Menidia beryllina – menidia berylka[3]
- Menidia clarkhubbsi
- Menidia colei
- Menidia conchorum
- Menidia extensa
- Menidia menidia – menidia[3]
- Menidia peninsulae